# Ocotea macrorhiza
Ocotea macrorhiza är en lagerväxtart som beskrevs av André Joseph Guillaume Henri Kostermans. Ocotea macrorhiza ingår i släktet Ocotea och familjen lagerväxter. Inga underarter finns listade i Catalogue of Life.